# Elvis Has Left the Building
Elvis Has Left the Building (Alternativtitel: Ein Elvis kommt selten allein) ist eine Filmkomödie von Joel Zwick aus dem Jahr 2004 mit Kim Basinger und John Corbett in den Hauptrollen.

## Handlung
Am Filmanfang wird gesagt, dass die Anzahl der Imitatoren von Elvis Presley rapide steigt. In wenigen Jahren wäre – bei der Fortsetzung dieser Entwicklung – jeder vierte Erdbewohner ein Imitator von Elvis Presley. Die Lösung dieses Problems sei Harmony Jones.
Harmony Jones arbeitet als Kosmetikverkäuferin. Sie wurde während eines Konzerts von Elvis Presley geboren. Im Alter von sieben Jahren traf sie den Musiker. Jones wird während einer Veranstaltung für die Kosmetikverkäuferinnen gezeigt, während der sie zu den Frauen spricht, ihren Körper präsentiert und sagt, eine Verkäuferin müsse eine Göttin verkörpern. Etwas später spricht sie mit einer Freundin, die ihr sagt, dass Jones nur an die Arbeit denke und das Privatleben vernachlässige. Sie brauche einen Mann.
Als Jones in der Nähe von Las Vegas mit ihrem Auto unterwegs ist, wäscht sie sich im Hotelzimmer eines der Elvis-Imitatoren. Der Mann zündet mit einer Zigarette die schmutzige Bettwäsche an und stirbt in den Flammen. Das FBI untersucht den Fall. Später sterben in der Nähe von Jones zwei weitere Imitatoren.
Jones lernt Miles Taylor kennen, der sich mitten in der Scheidung von Belinda befindet. Er wirbt um Jones, die zuerst zurückhaltend bleibt.
Jones und Taylor sprechen mit den als Presley-Imitatoren verkleideten FBI-Agenten. Sie beobachten eine Gruppe der als Presley verkleideten Menschen, die auf dem Dach eines Gebäudes den Himmel anbeten. Die leuchtende Gestalt Presleys nähert sich, plötzlich tötet ein Blitz die Imitatoren auf dem Dach. Jones rät den FBI-Agenten, die Verkleidung abzulegen, dann fährt sie gemeinsam mit Taylor weg.

## Kritiken
David Nusair schrieb in „Reel Film Reviews“, dass der Film eher ein Liebesfilm als eine Komödie sei. Er kritisierte den Teil der Handlung mit den FBI-Agenten Charlie und Sal. Der Kritiker lobte Basinger und Corbett.
Das Lexikon des internationalen Films schrieb, der Film sei eine „solide gespielte Komödie“. Sie unterhalte „durch einige überraschende Cameo-Auftritte“, wisse jedoch „das ansprechende Potenzial kaum umzusetzen“.
Die Redaktion der Fernsehzeitschrift Prisma meinte: „Nach seinem Mega-Erfolg „My Big Fat Greek Wedding“ von 2002 gelang Joel Zwick zwei Jahre später mit dieser kuriosen Geschichte ein unterhaltsamer Spaß, der vor allem von der guten Hauptdarstellerin profitiert und von den vielen Elvis-Imitatoren lebt. Dabei finden sich eine Menge Gastauftritte, darunter besonders spaßig: Regisseur Joel Zwick als „Squashed Elvis“ und Tom Hanks als "Mailbox Elvis"“.

## Hintergrund
Die Komödie wurde in Las Vegas und in Albuquerque gedreht. Ihre Produktion kostete 11,5 Millionen Dollar. Sie startete in den britischen Kinos am 27. August 2004; in den USA wurde sie im August 2005 auf DVD veröffentlicht.